# Nevalı Çori

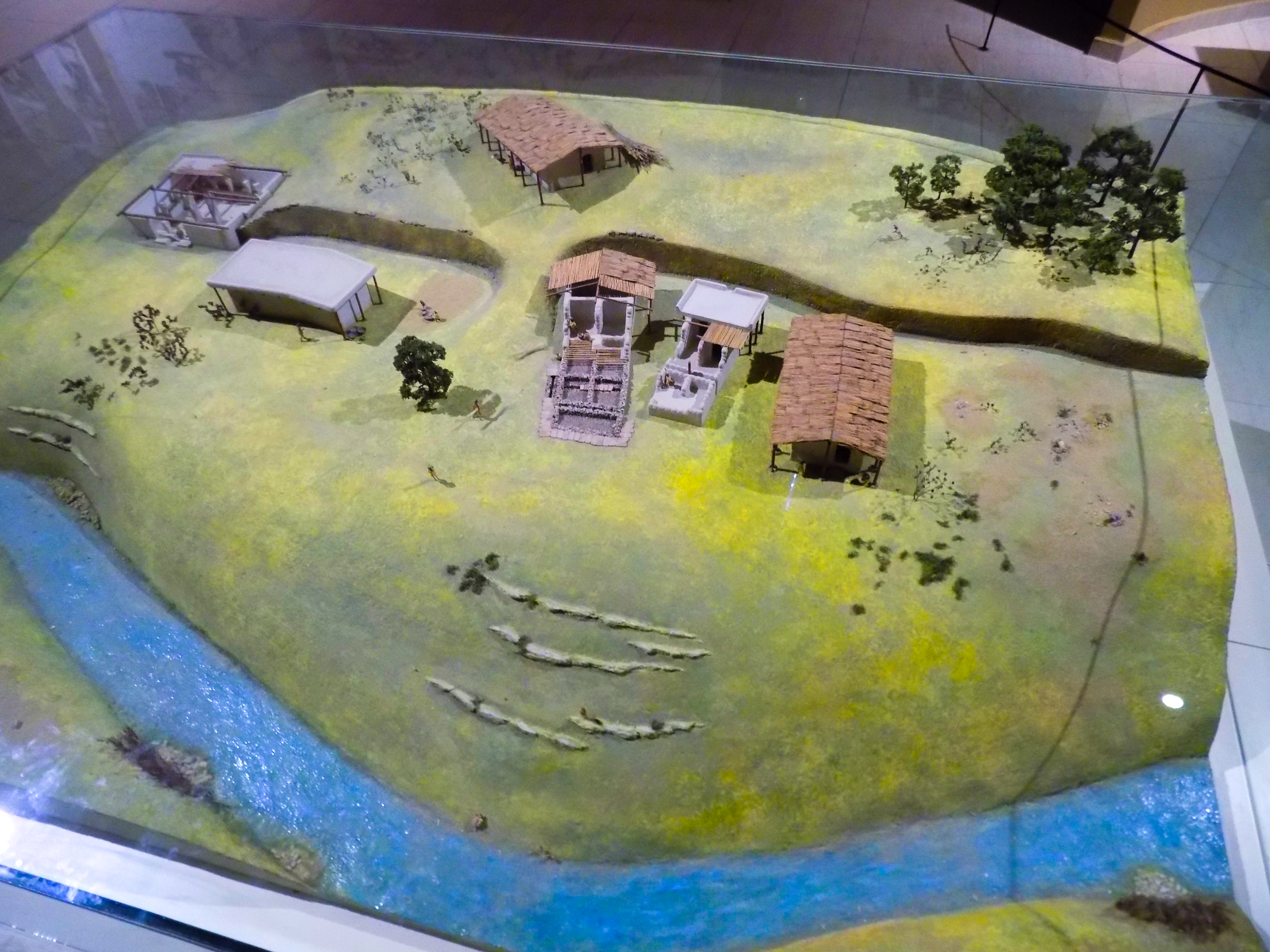
Maqueta del yacimiento arqueológico de Nevalı Çori expuesta en el Museo Arqueológico de Sanliurfa

Nevalı Çori fue un asentamiento del Neolítico precerámico B situado en el curso medio del río Éufrates en la provincia de Sanliurfa, en el este de Turquía. El yacimiento arqueológico ha revelado algunos de los templos y esculturas monumentales más antiguos que se conocen. Junto a Göbekli Tepe ha revolucionado la comprensión del Neolítico eurasiático.

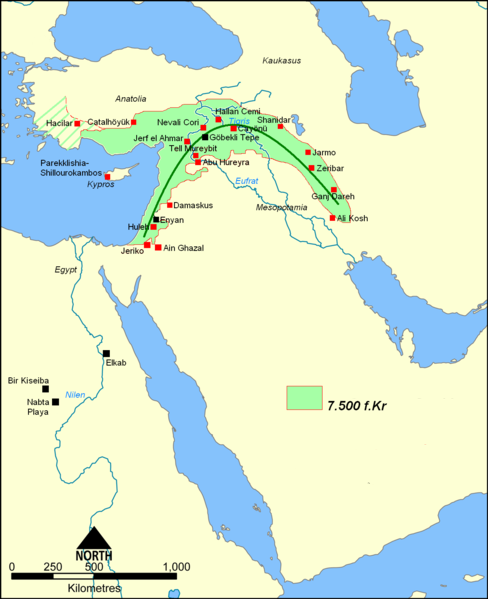
Mapa del Creciente Fértil asiático, con los principales centros de desarrollo cultural conocidos, entre los cuales se encuentra Nevali Çori.

El asentamiento fue localizado a unos 490 m sobre el nivel del mar, en las estribaciones de los montes Tauro, en ambas riberas del arroyo Kantara, tributario del Éufrates.

## Excavación
Este lugar fue examinado en 1992 en el contexto de las excavaciones de rescate llevadas a cabo durante la construcción de la presa de Atatürk, aguas abajo de la pequeña ciudad de Samsat. Las excavaciones fueron llevadas a cabo por un equipo de la Universidad de Heidelberg, bajo la dirección del profesor Harald Hauptmann. Juntamente con muchos otros yacimientos arqueológicos situados en los alrededores, Nevalı Çori quedó desde entonces bajo las aguas del represado Éufrates.

## Datación
Nevalı Çori puede ser emplazado dentro de la cronología relativa local basándose en las herramientas de sílex halladas allí. La aparición de estrechas y no retocadas puntas tipo Biblos apuntaría a situarlo entre el Neolítico precerámico B (PPNB) inicial y medio. Algunas herramientas indicarían cierta continuidad en el PPNB tardío. Dentro de las primeras fases una más afinada cronología sería posible gracias a la arquitectura del asentamiento: la vivienda tipo, con canales subterráneos, característica de los estratos I-IV de Nevalı Çori, es igualmente típica del «estrato intermedio» de Çayönü, mientras que la diferente planta del único edificio del estrato V (casa 1) está más claramente conectada con los edificios de "planta celular" de Çayönü.
En términos de dataciones absolutas, 4 dataciones de radiocarbono han sido definitivas para Nevalı Çori. Tres proceden del estrato II y lo datan con cierta seguridad en la segunda mitad del IX milenio a. C., lo cual coincide con las fechas más tempranas de Çayönü y con Mureybet IV-A, y así apoya la cronología relativa dada más arriba. La cuarta datación pertenece al X milenio a. C., lo cual, si es correcto, podría indicar la presencia humana en Nevalı Çori en una fase extremadamente temprana del PPNA.

## Viviendas

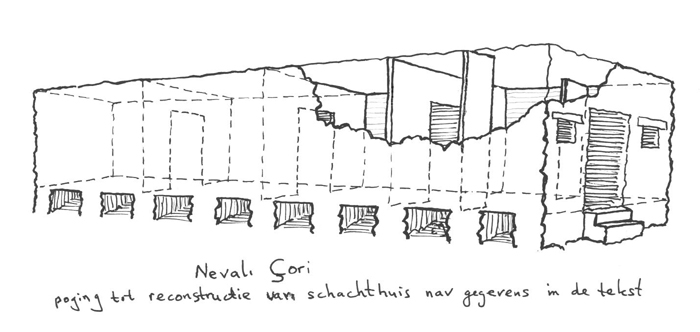
Ilustración arqueológica de una "casa del pozo" (traducción de schachthaus) de Nevalı Çori, este de Turquía.

El asentamiento tiene cinco niveles arquitectónicos. Los restos que han salido a la luz son unas largas casas rectangulares que contienen dos o tres alas paralelas con habitaciones, interpretadas como almacenes. Estos son contiguos a unas anteestructuras similares y también rectangulares, subdivididas por muros salientes, que podrían ser interpretadas como espacios residenciales. Esta tipología de casa está caracterizada por espesos cimientos, superpuestos en distintos estratos y formados por grandes guijarros angulares y cantos rodados, cuyas brechas fueron rellenadas con pequeñas piedras, para así crear una superficie relativamente plana que soportara la superestructura. Estos cimientos están interrumpidos cada metro o 1,5 m por canales subterráneos, orientados hacia los ángulos derechos desde el eje principal de las casas y cubiertos con losas de piedra, pero abiertos hacia los lados. Pudieron servir para el drenaje, la aireación o el enfriamiento de las casas. Se han excavado 23 estructuras de este tipo, siendo sorprendentemente similares a las de la así llamada "subfase acanalada" de Çayönü.
Una zona de la parte noroeste de la aldea parece ser que tuvo una especial importancia, puesto que allí, en la ladera de la colina, fue tallado un complejo dedicado al culto. En él se distinguen tres fases arquitectónicas subsecuentes, la más reciente de las cuales pertenecería al estrato III, la intermedia al estrato II y la más antigua al I. Las dos más recientes además tienen un piso consolidado de cal, estilo "terrazzo", que no se ha conservado en la fase más antigua, y del cual existen paralelismos con Çayönü y Göbekli Tepe. Columnas monolíticas similares a las de Göbekli Tepe fueron levantadas entre sus muros de piedra seca, y en el interior del recinto aparecen dos pilares exentos de tres metros de alto. Se asume que sostenían un techo ligero y plano. Estructuras similares sólo han sido descubiertas hasta ahora en Göbekli Tepe.
Sondeos practicados en la parte oeste del valle revelaron también estructuras arquitectónicas rectilíneas en dos o tres estratos.

## Escultura y figurillas de arcilla

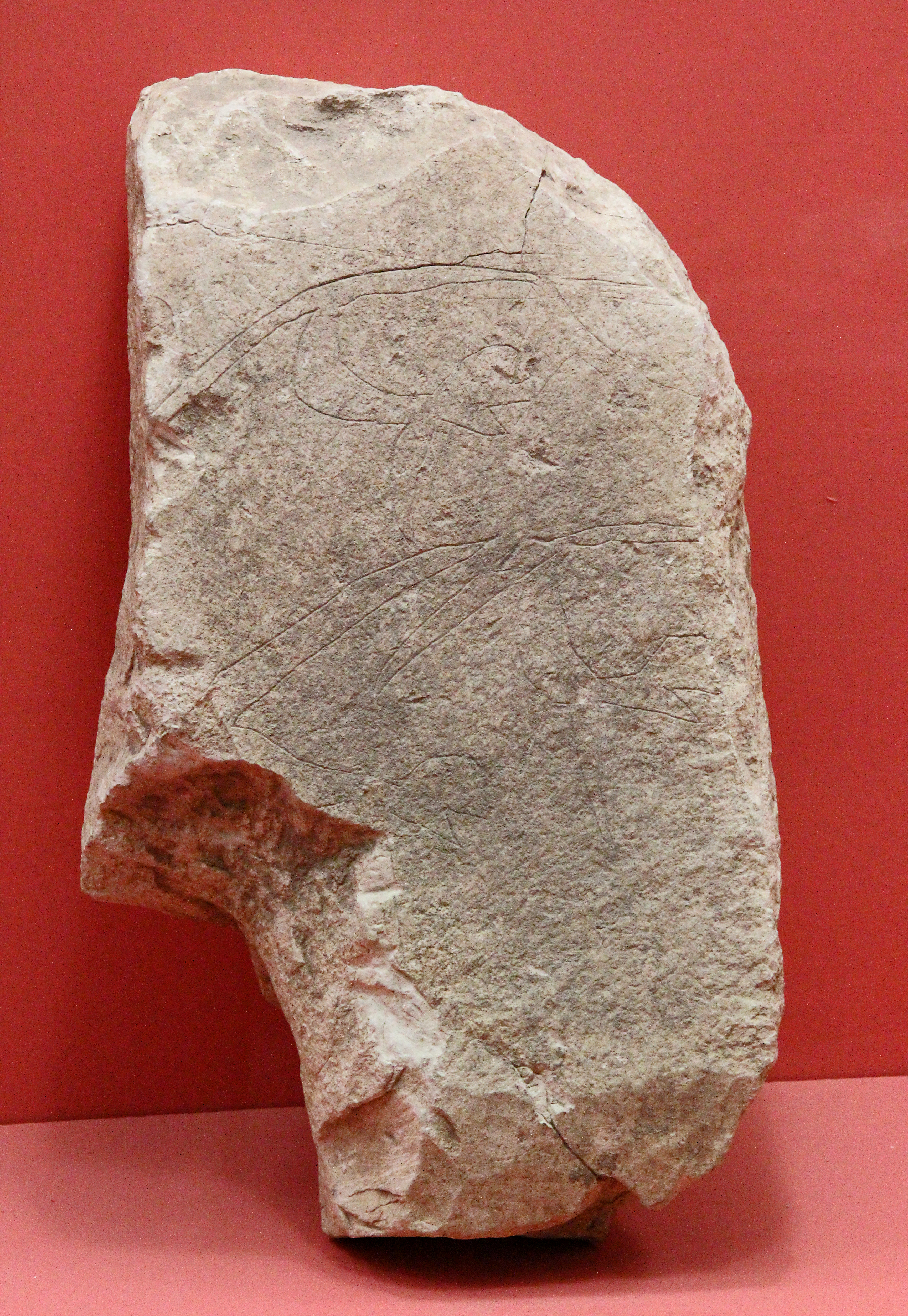
Fragmento de arte neolítico del yacimiento de Nevalı Çori, expuesto en el Museo Arqueológico de Sanliurfa.

La piedra caliza local fue esculpida para crear numerosas estatuas y pequeñas esculturas, incluyendo una de una cabeza humana descubierta (más grande que el tamaño real correspondiente), con una serpiente o un penacho tipo sikha (mechón de cabellos enrollado sobre la parte alta) sobre ella. Se ha descubierto también la estatua de un pájaro, y algunos de los pilares muestran relieves, entre ellos varios que representarían unas manos humanas. Las figuras antropomorfas  hechas de caliza y encontradas en Nevali Çori estarían entre las esculturas de tamaño real más antiguas conocidas, juntamente con las halladas en Göbekli Tepe, de similares características.
Asimismo, se han desenterrado varios cientos de pequeñas figurillas de arcilla de unos cinco centímetros de alto, muchas de las cuales representan humanos y han sido interpretadas como ofrendas votivas. Fueron cocidas a temperaturas que oscilaban entre los 500 y los 600 °C, lo cual sugeriría el desarrollo de técnicas de cocción cerámica antes del nacimiento de la alfarería propiamente dicha.

## Enterramientos
Algunas de las viviendas contienen deposiciones de cráneos humanos y esqueletos incompletos.